# Ciszyca Dolna
Ciszyca Dolna – wieś w Polsce położona w województwie świętokrzyskim, w powiecie opatowskim, w gminie Tarłów.
| SIMC    | Nazwa        | Rodzaj    |
| ------- | ------------ | --------- |
| 0808050 | Gąsiniec     | część wsi |
| 0808067 | Jabrzędzina  | część wsi |
| 0808073 | Pod Jeziorem | część wsi |
| 0808080 | Zagacie      | część wsi |
| 0808096 | Zagórze      | część wsi |

W latach 1975–1998 miejscowość administracyjnie należała do województwa tarnobrzeskiego.
Podczas powodzi w nocy z 7 na 8 czerwca 2010 doszło do przerwania wału przeciwpowodziowego na Wiśle w Ostrowie na długości 120 m. Cała miejscowość została zalana i ewakuowana.
Urodził się tu Władysław Wiśniewski – polski nauczyciel, podporucznik piechoty Wojska Polskiego, cichociemny.
Wierni kościoła rzymskokatolickiego należą do parafii Świętej Trójcy w Tarłowie.